# Averie Swanson
Pour les articles homonymes, voir Swanson.
Averie Swanson est une maîtresse brasseuse américaine.

## Biographie

### Jeunesse et formation
Averie Swanson passe son enfance à Houston. À 24 ans, elle déménage à Austin. Elle est diplômée de l'université de Houston en biologie,, puis travaille pendant deux ans dans une clinique de recherche néonatale dans le service de soins intensifs au sein de l'hôpital pour enfants du Texas.
Elle développe une passion pour les levures indigènes et la fermentation de la bière.
En 2018, elle réussit l'examen de Master Cicerone après trois tentatives,. Elle est d'ailleurs l'une des 19 personnes dans le monde ayant eu cet examen, parmi lesquelles seulement 3 femmes.

### Carrière
Averie Swanson commence son aventure dans le monde de la bière par la préparation des brassins chaque mois via un kit de brassage. Après le décès de son père en 2012, elle décide de postuler dans les brasseries locales.
En 2013, elle entame un stage au sein de la brasserie américaine Jester King, à Austin. Cette brasserie, ouverte en 2010, se spécialise dans la fermentation spontanée et les cultures mixtes de levures indigènes. En 2016, Swanson devient la maîtresse brasseuse de l'entreprise,,. Après plusieurs années, elle quitte Jester King et prend un congé sabbatique,. Elle reprend le travail par la suite en tant que consultante pour la brasserie américaine Half Acre,, en particulier sur leur programme de culture mixte.
Les gérants de la brasserie lui proposent de brasser au sein de leur espace et sont particulièrement intéressés par la mise à l'échelle des activités,. Elle débute ainsi son nouveau projet nommé Keeping Together,,, amenant aussi la philosophie et le savoir-faire de Jester King à Chicago, qui abrite déjà plus de 170 brasseries,. Elle travaille notamment avec l'artiste Jessica Deahl pour la partie artistique du projet,.
Elle est reconnue par nombre de ses pairs, notamment Tim Adams de la brasserie Oxbox Brewing Company dans le Maine : « Averie est hautement respectée pour son talent, autant son approche académique que ses réalisations » ou encore « Elle donne des présentations formidables; elle est qualifiée. Elle est considérée comme une autorité internationale sur les bières de fermentation mixte »,. Ron Extract, cofondateur du Garden Path Fermentation estime que l'évolution rapide d'Averie Swanson est due à une combinaison inhabituelle d'ambition, de talent et de capacité polyvalente.

## Philosophie
Averie Swanson revendique son intérêt à développer des produits pour les amateurs de vin mais également pour le grand public. Elle évoque l'importance du développement de bière à destination d'un public en dehors des cercles d'amateur de bières.
Elle questionne également le développement des IPA (Indian Pale Ale) et des stouts qui sont difficiles à marier à cause des tendances croissantes pour l'ajout de goûts tels que la noix de coco, le caramel, le beurre de cacahuète ou la banane,,. Swanson considère que l'industrie de la bière artisanale, qui a explosé depuis 2010 ne se concentre plus sur la création de bières faciles à boire,.
Un de ses objectifs dans l'annonce de sa marque est notamment d'augmenter l'« empathie collective du monde »,.